# マロヤロスラヴェツ
座標: 北緯55度01分 東経36度28分 / 北緯55.017度 東経36.467度

マロヤロスラヴェツの紋章

マロヤロスラヴェツ（マロヤロスラーヴェツ、ロシア語: Малояросла́вец; Maloyaroslavets）は、ロシア連邦のカルーガ州にある都市。人口は3万401人（2021年）。首都モスクワの南西121キロメートル、州都カルーガの北東61キロメートルに位置する。オカ川水系に属するプロトヴァ川の支流ルージャ川（Лужа）の右岸に建つ。マロヤロスラヴェツ地区の行政中心地。

## 歴史

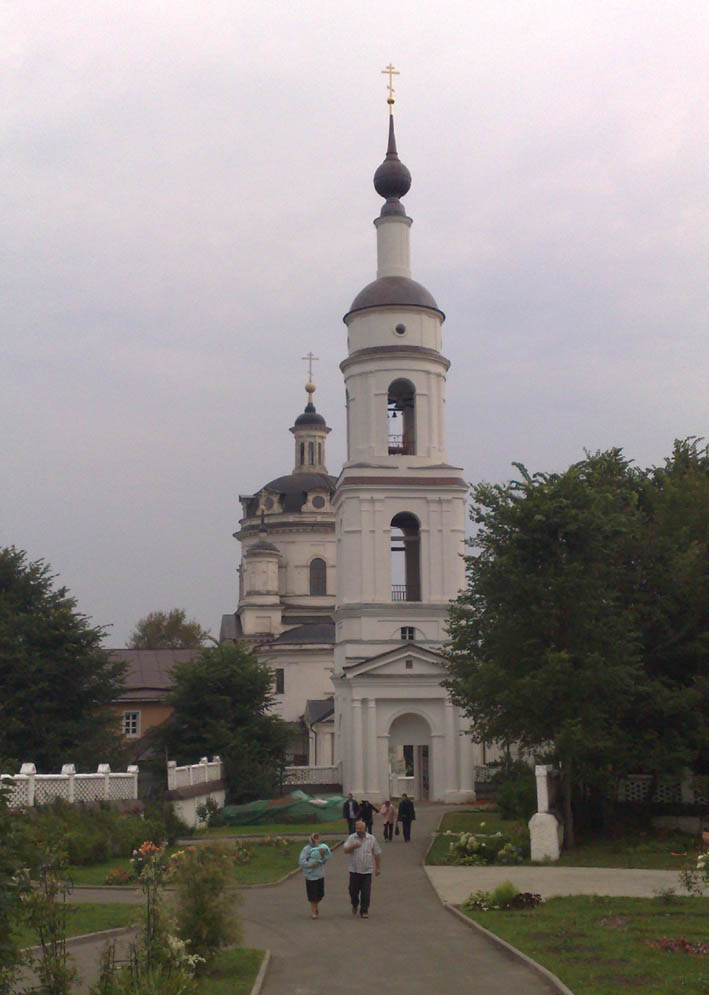
マロヤロスラヴェツのニコラエフ＝チョルノーストロフスキー修道院

マロヤロスラヴェツは、14世紀末から15世紀初頭にかけての時期に、モスクワ大公イヴァン1世（イヴァン・カリター）の孫であるセルプホフ公ウラジーミル（セルプホフのウラジーミル）が建設した町であり、ウラジーミルの息子ヤロスラフにちなんでヤロスラヴェツと名付けられた。町びらきの年は、今日では1402年とされている。1485年、この地方はモスクワ大公国に併合され、ヤロスラヴェツはヤロスラヴリと区別するために、「小さな」という意味の接頭辞を付けてマールイ・ヤロスラヴェツと呼ばれるようになった。
1776年、マールイ・ヤロスラヴェツは市の地位を得た。地名は後にマロヤロスラヴェツへと変わっている。
ナポレオンのロシア侵入（祖国戦争）では、この街の近くで1812年10月24日（ユリウス暦の10月12日）にマロヤロスラヴェツの戦いが起こった。この戦いでは、ミハイル・クトゥーゾフ率いるロシア軍が、モスクワから退却するフランス帝国の大陸軍に対して追撃を行った。フランス側がロシア側に大きな被害を与え、かろうじて戦術的な勝利を収めた。しかし、大陸軍はこの戦いによりロシア軍が焦土化したスモレンスク経由の道を通らざるを得なくなり、激しく消耗する結果に終わった。この戦いを記念する大聖堂が1843年にニコラエフ＝チョルノーストロフスキー修道院に建設された。
第二次世界大戦の独ソ戦（大祖国戦争）では、モスクワの戦いの際に戦場となっている。1941年10月18日にドイツ国防軍により占領され陸軍司令部（AOK 4）が置かれたが、モスクワ付近からカルーガ付近まで前線を押し返した赤軍により1942年1月2日に解放された。

## 交通・産業

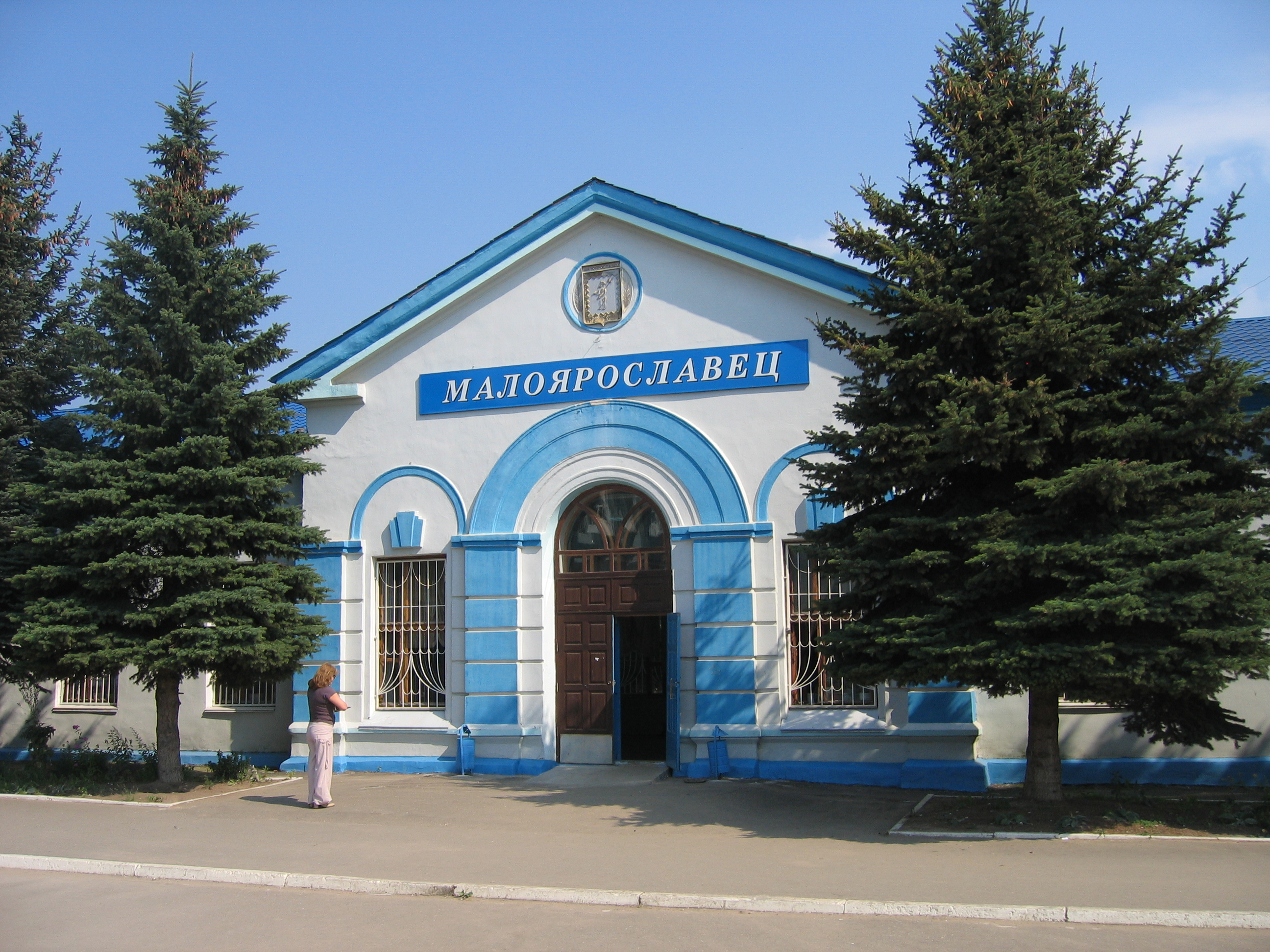
マロヤロスラヴェツ駅

今日のマロヤロスラヴェツは小規模な工業都市となっている。アルミ精錬工場と機械工場、繊維工場、木材工場、家具工場などが立地している。
最寄の国道はA101号線であり、その他には街の数キロ南を、モスクワからブリャンスクを経てウクライナのキエフ方面につながっているM3幹線道路が通る。また、モスクワ・カルーガ・ブリャンスク・キエフ間の幹線鉄道が通り、マロヤロスラヴェツに鉄道駅が置かれている。

## 名所
マロヤロスラヴェツには1812年祖国戦争博物館があり、マロヤロスラヴェツの戦いなどに関する資料を展示している。また聖堂や修道院なども現存している。主なものにはニコラエフ＝チョルノーストロフスキー修道院（黒い島の修道院）がある。

## 姉妹都市
- ボリソフ、ベラルーシ
- イスキア島、イタリア
- セルプホフ、ロシア
- アレクシン、ロシア